# Pajares de la Laguna
Pajares de la Laguna ist eine kleine westspanische Gemeinde (municipio) in der Provinz Salamanca in der Autonomen Gemeinschaft Kastilien-León. 2024 hatte die Gemeinde 114 Einwohner. 

## Geographie
Pajares de la Laguna befindet sich etwa 22 Kilometer nordöstlich vom Stadtzentrum der Provinzhauptstadt Salamanca in einer Höhe von ca. 830 m. Durch die Gemeinde führt die Autovía A-62.

## Bevölkerungsentwicklung
| Jahr      | 1900 | 1920 | 1950 | 1970 | 1981 | 1991 | 2001 | 2011 | 2021 |
| Einwohner | 325  | 349  | 367  | 245  | 176  | 163  | 144  | 136  | 104  |

## Sehenswürdigkeiten
- Iglesia de San Pedro Apóstol (Peterskirche)

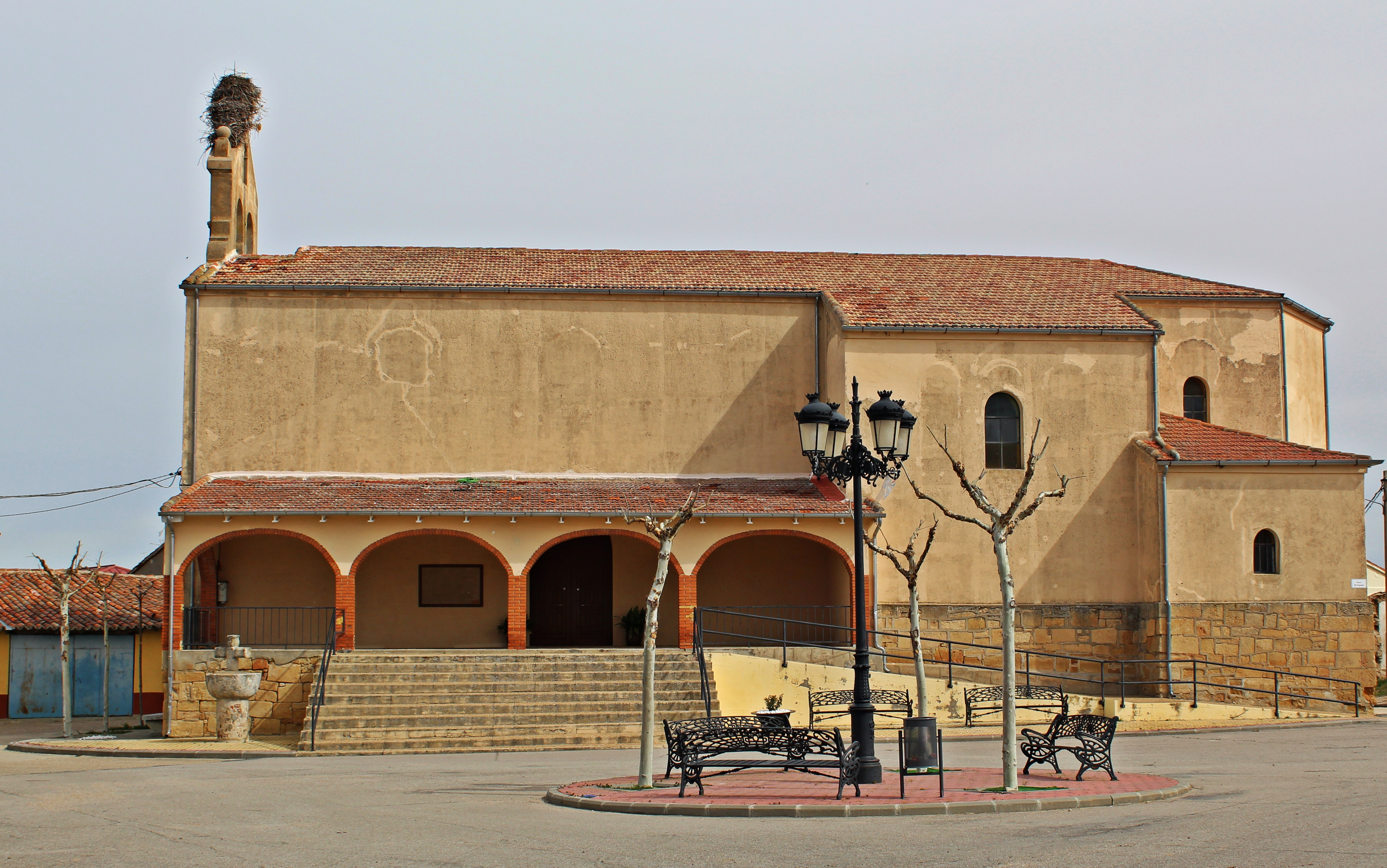
Peterskirche
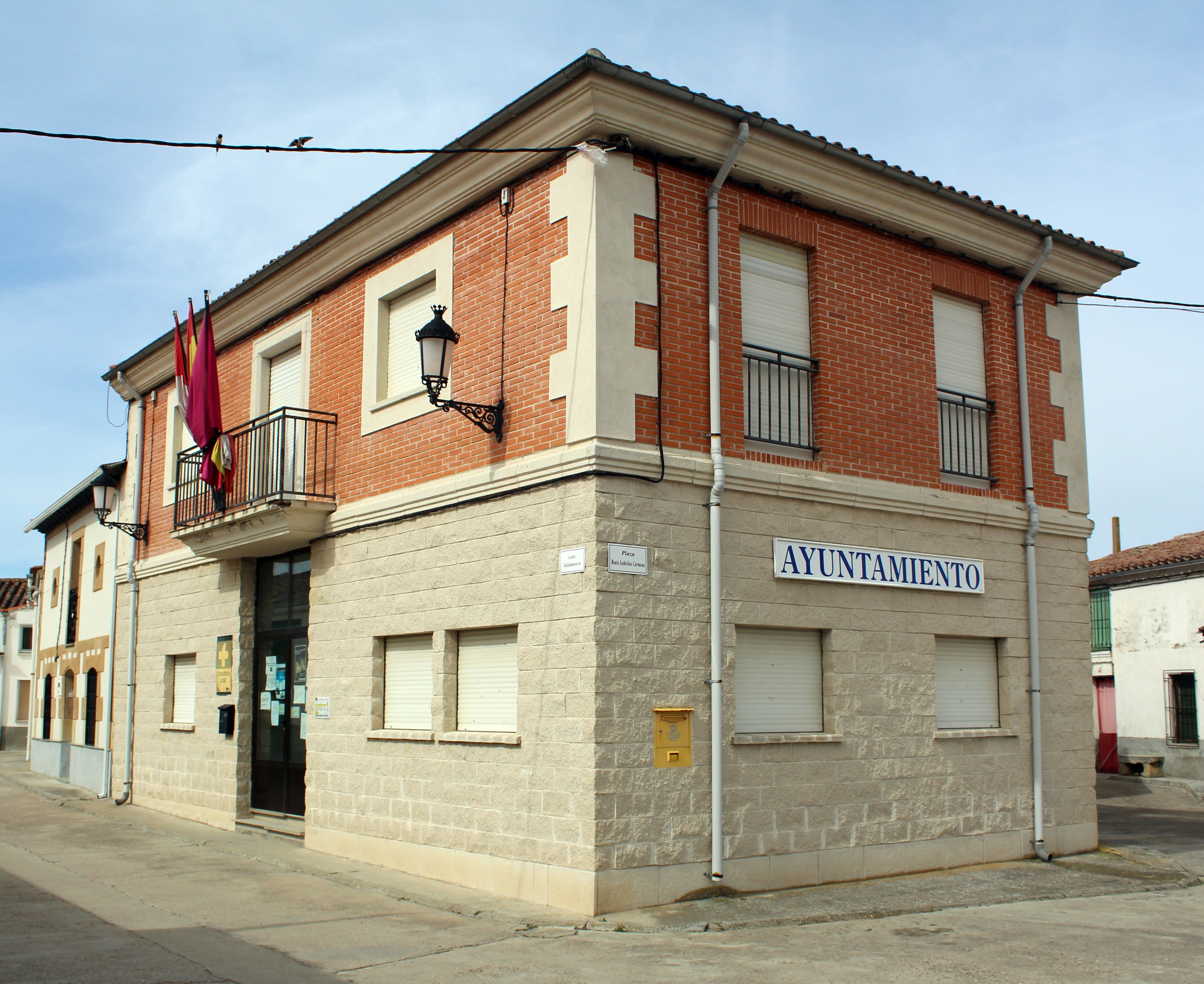
Rathaus